# Henryk Gawarecki
Henryk Gawarecki (ur. 15 sierpnia 1912 w Twerze, zm. 20 marca 1989 w Lublinie) – polski historyk sztuki, bibliofil, prezes Lubelskiego Oddziału PTK-PTTK, członek honorowy Towarzystwa Przyjaciół Sztuk Pięknych w Lublinie, autor wielu opracowań i artykułów dotyczących Lublina i Lubelszczyzny.

## Życiorys
Urodził się 15 sierpnia 1912 roku w Twerze, w rodzinie Feliksa (1881–1941), inżyniera geodety, pomocnika mierniczego gubernialnego, i Kazimiery z Trojanowskich (1885–1979), historyka, bibliotekarza, archiwisty. W 1921 roku przyjechał wraz z rodzicami do Lublina. Rozpoczął edukację w prywatnej szkole przygotowawczej pani Golędzinowskiej, którą kontynuował w Gimnazjum Humanistycznym im. Stanisława Staszica. W 1930 podjął studia w zakresie budownictwa wodnego na Politechnice Warszawskiej (dyplom ukończenia studiów otrzymał dopiero po wojnie, w 1945 roku). Już wówczas zainteresowała go historia sztuki, swoją wiedzę z tej dziedziny pogłębiał kilkakrotnie wyjeżdżając za granicę (zwiedził m.in. Włochy, Węgry, Jugosławię i Grecję).
W latach II wojny światowej wielokrotnie zmieniał miejsce zamieszkania. Po upadku powstania warszawskiego przebywał w obozie w Pruszkowie. W 1945 roku wraz z żoną Marią i córką Ewą ostatecznie zamieszkał w Lublinie. W 1946 rozpoczął studia historii sztuki na KUL. Pracował najpierw w Inspekcji Budowlanej Zarządu Miejskiego, później, w latach 1950–1978 zatrudniony był w Biurze Projektów. Pełnił funkcję Wojewódzkiego Konserwatora Zabytków oraz zastępcy dyrektora oddziału do spraw naukowo-konserwatorskich Pracowni Konserwacji Zabytków. Prowadził także wykłady na temat inwentaryzacji zabytków i muzealnictwa na wydziale Historii Sztuki Katolickiego Uniwersytetu Lubelskiego.
Henryk Gawarecki był członkiem towarzystwa bibliofilów w Lublinie i Warszawie. Posiadał również własny księgozbiór, gromadzony od zakończenia II wojny światowej aż do śmierci.
Był członkiem wielu towarzystw: Polskiego Towarzystwa Historycznego, Stowarzyszenia Architektów Polskich, Stowarzyszenia Historyków Sztuki Polskiego Towarzystwa Archeologicznego, Polskiego Towarzystwa Turystyczno-Krajoznawczego (PTTK), Lubelskiego Towarzystwa Miłośników Książki (LTMK), Towarzystwa Miłośników Lublina. Członek honorowy Towarzystwa Urbanistów Polskich.
Pochowany został na cmentarzu komunalnym na Majdanku (kwatera S4Z5-1-26). 

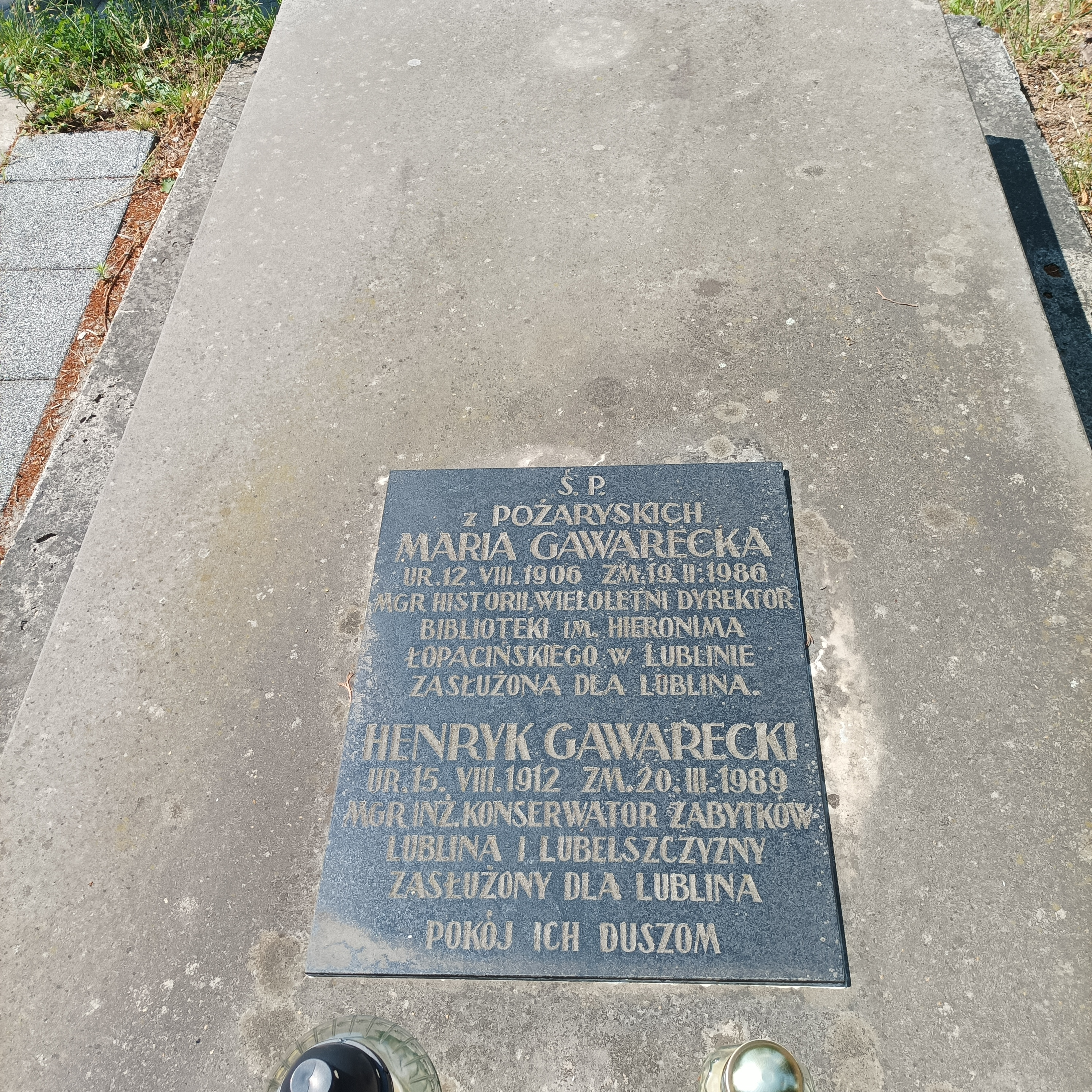
Grób Henryka i Marii Gawareckich na cmentarzu komunalnym na Majdanku w Lublinie

## Ordery i odznaczenia
- Krzyż Oficerski Orderu Odrodzenia Polski
- Krzyż Kawalerski Orderu Odrodzenia Polski
- Złoty Krzyż Zasługi
- Medal 30-lecia Polski Ludowej
- Medal 40-lecia Polski Ludowej
- Medal 10-lecia Polski Ludowej (1954)[6]
- Medal Aleksandra Janowskiego
- Medal „Gorących Serc” redakcji „Kuriera Lubelskiego” (jako jeden z pierwszych) (1978)[7]